# Moitas Venda
Moitas Venda is een plaats (freguesia) in de Portugese gemeente Alcanena en telt 1 005 inwoners (2001).